# Eudocima pratti
Eudocima pratti là một loài bướm đêm trong họ Erebidae.